# Autoboot

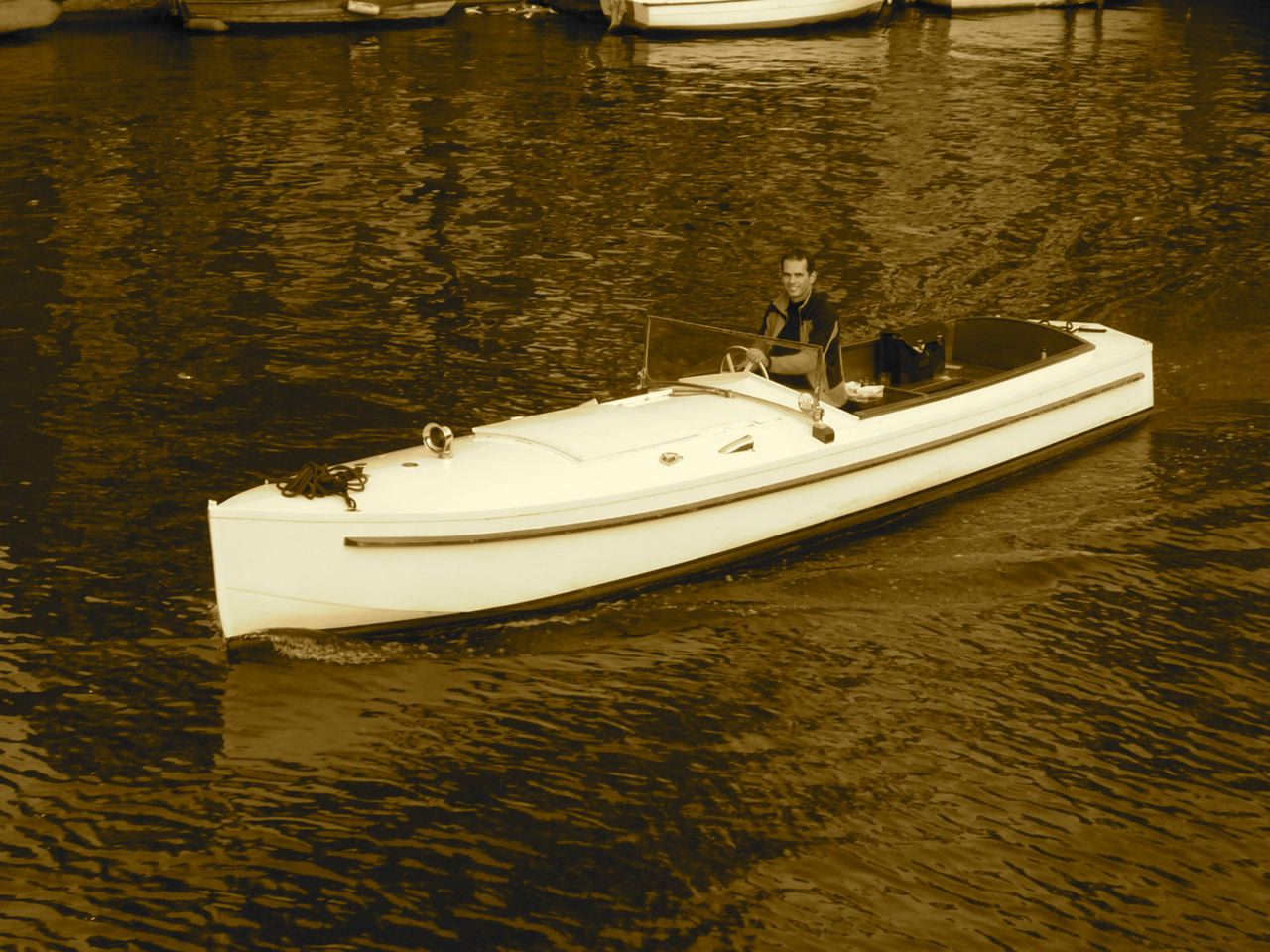
Autoboot de Vries Lentsch bouwjaar rond 1920

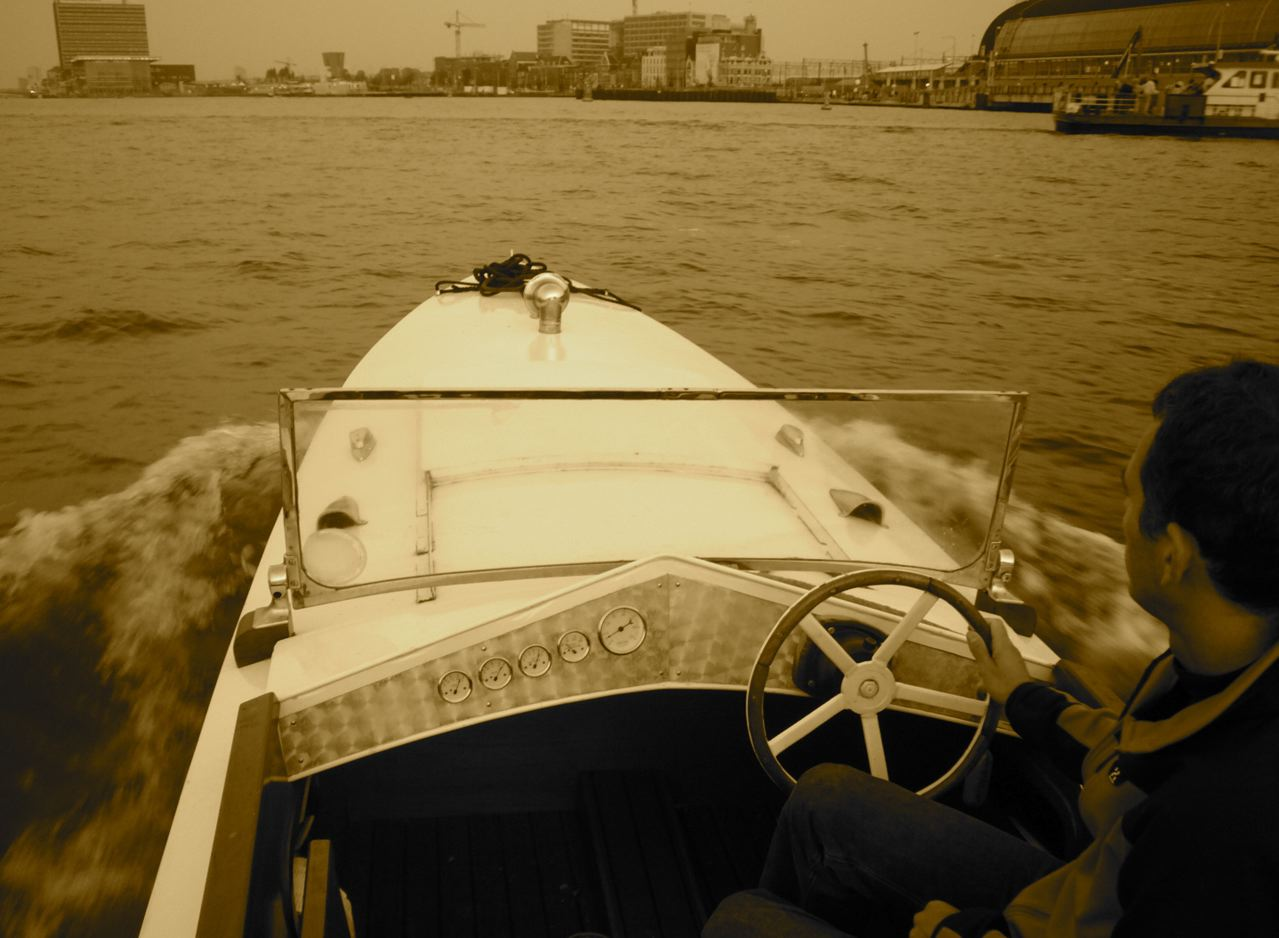
Dashboard

Een autoboot is een klein schip bedoeld voor de binnenwateren. De boot vindt zijn oorsprong rond 1910.
De autoboot heeft een open kuip. Het dashboard en stuur lijken op die van een auto. Ook de zitpositie voor de schipper is net als in een auto, evenals de voorruit. Omdat de schepen vrij laag zijn, is die voorruit nodig om opspattend water tegen te houden. Vaak kan de voorruit ook omlaag, zodat de doorvaarthoogte onder bruggen zeer klein is. Een verdere analogie met de auto is dat de motor voor in de boot ligt onder de 'motorkap'. In Engelstalige gebieden is dit model bekend als de runabout.
Er zijn vele bouwers geweest, waarbij meestal hout als constructie voor de romp werd gebruikt. De Amsterdamse werf 'de Vries Lentsch' was een van de beroemdste in Nederland. Die is ook begonnen met het bouwen van geklonken stalen rompen, wat state of the art was in die tijd. Het is dezelfde constructie als de RMS Titanic bijvoorbeeld.
Dit klassieke ontwerp inspireert hedendaagse botenbouwers tot het ontwerpen en bouwen van gemoderniseerde versies zoals de silverback (2006) van het Nederlandse bedrijf Nedcraft.